# Max Wronker

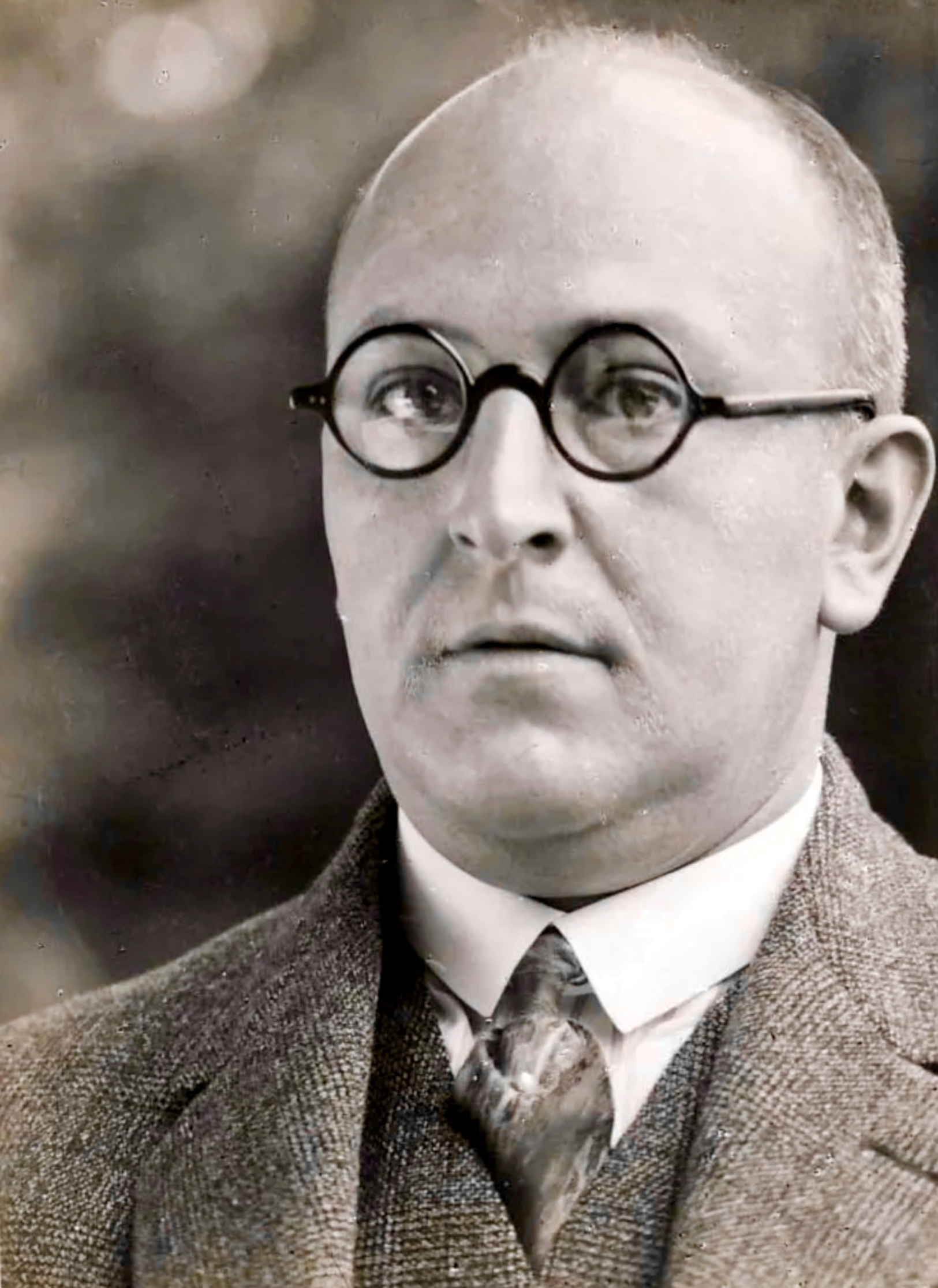
Max Wronker, um 1932

Max Wronker (geboren am 19. Mai 1892 in Frankfurt am Main; gestorben am 6. Mai 1966 in New York City, Vereinigte Staaten) war ein deutscher Kaufmann und Unternehmer. Ab 1931 in der altersbedingten Nachfolge seines Vaters Hermann Wronker Generaldirektor und Vorstandsvorsitzender des Warenhauskonzerns Hermann Wronker A.-G., wurde er bereits 1933 durch die Nationalsozialisten zur Emigration genötigt, über die Zwischenstationen Paris und Kairo nach New York City. Enteignet und expatriiert, bis 1954 als Staatenloser in häufig prekären Lebensverhältnissen und auch nach dem Ende des Zweiten Weltkrieges nicht restituiert, verstarb er verarmt.

## Familie

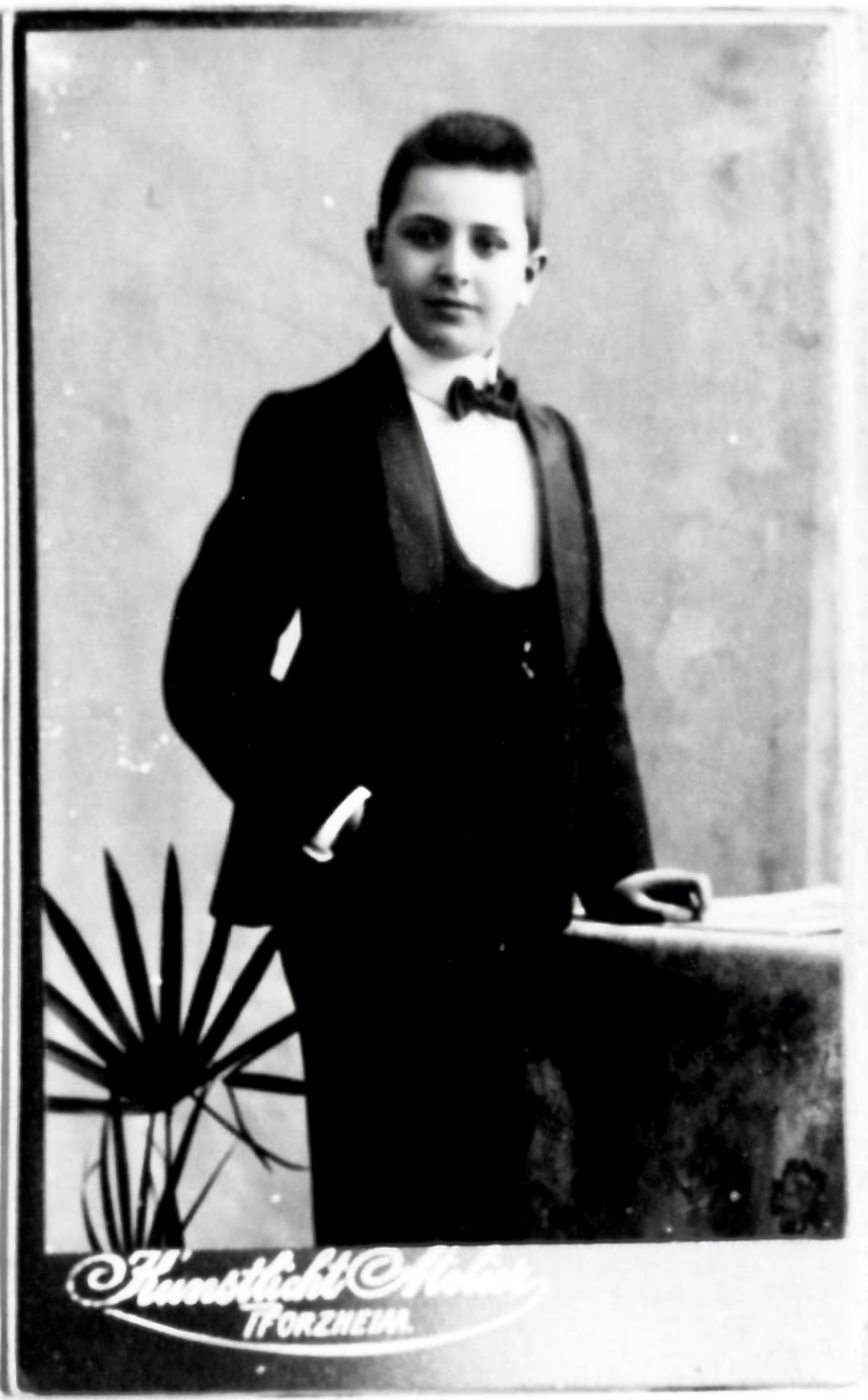
Der 13-jährige Max Wronker, 1905

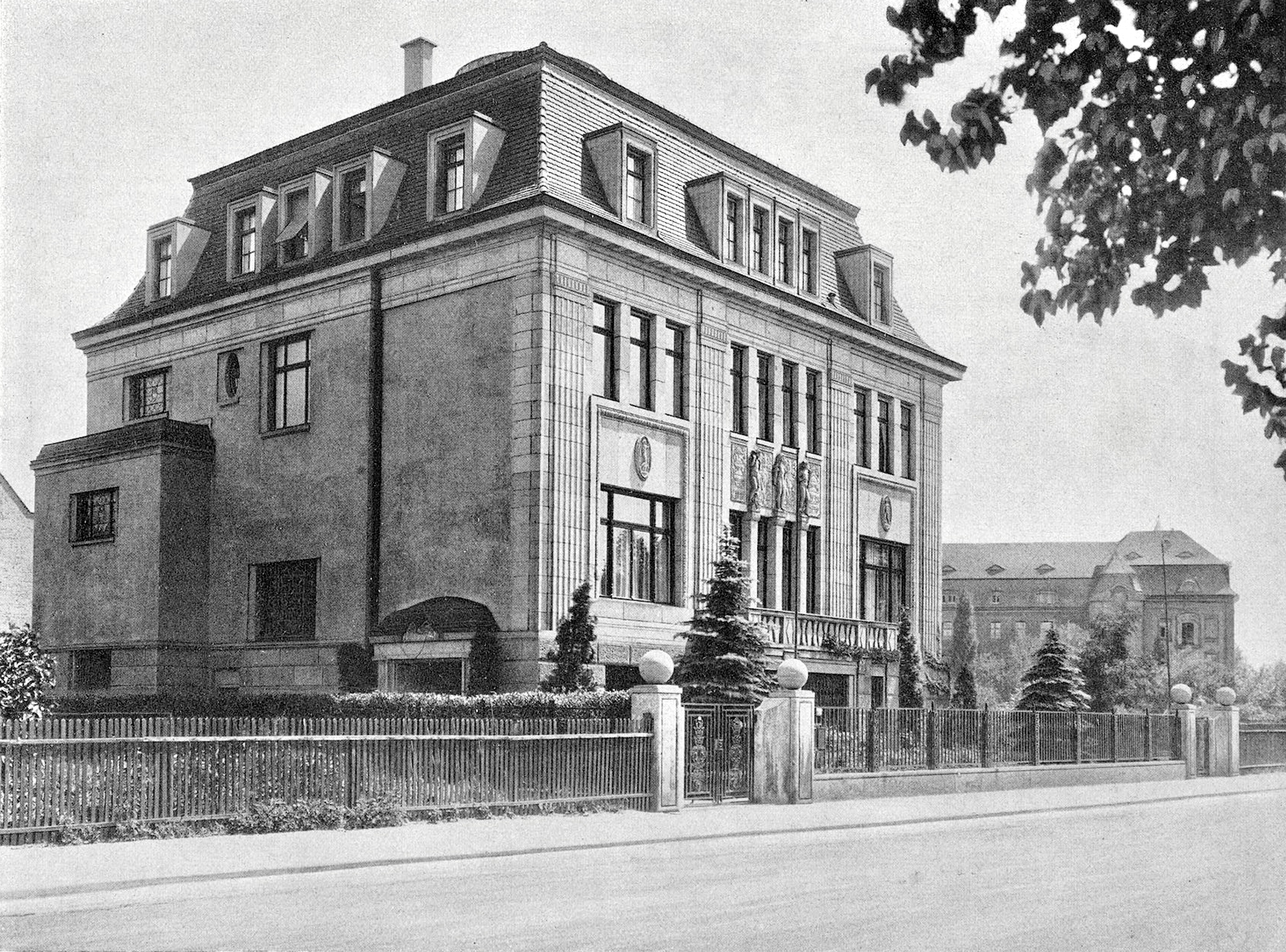
Privathaus Hermann & Ida Wronker, Bj. 1911, Hohenzollernplatz 76 / ab 1919: Platz der Republik 76 – Sohn Max Wronker bewohnte ab etwa 1920 mit seiner Ehefrau das Obergeschoss

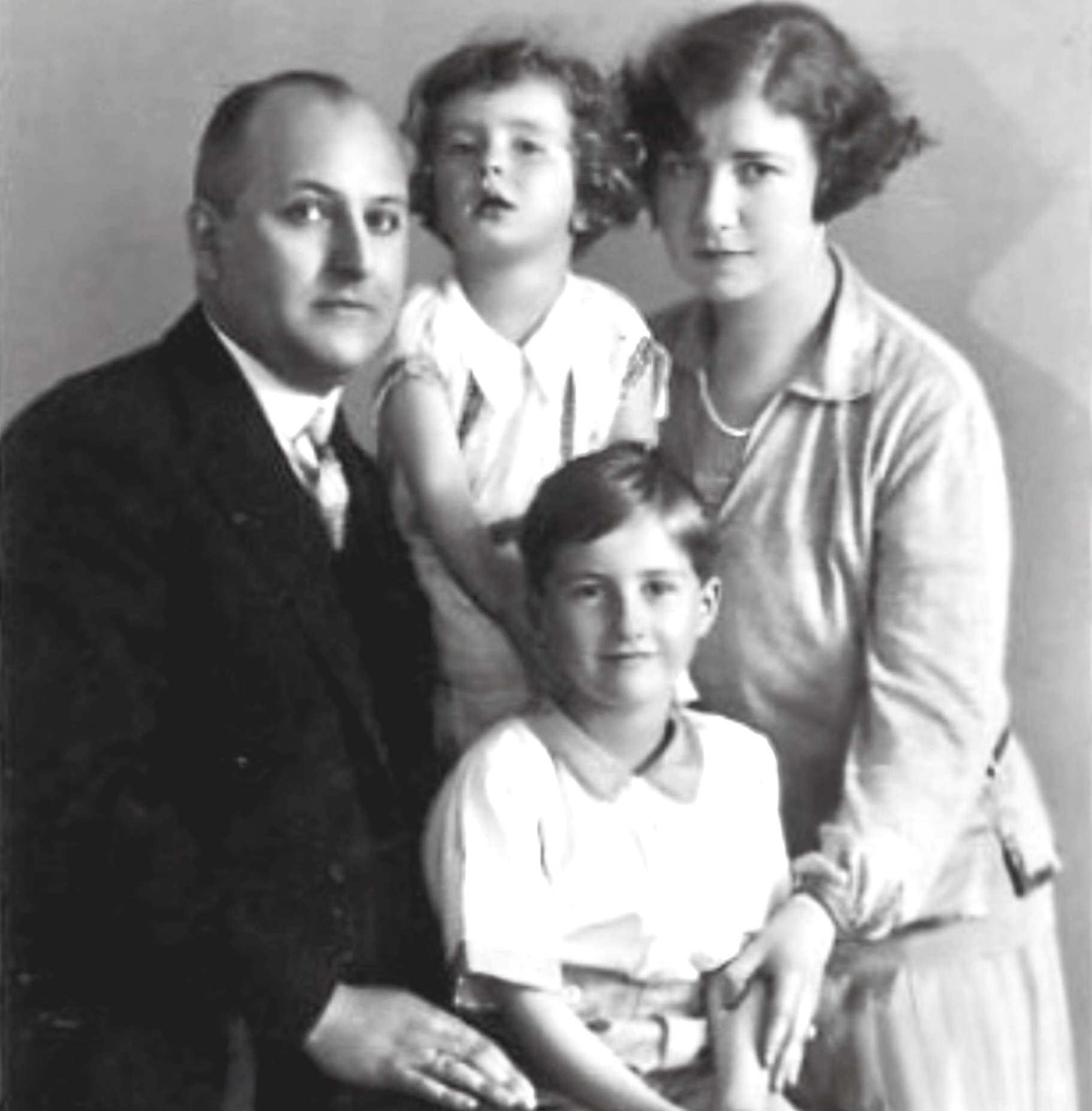
Max Wronker mit seiner Ehefrau Irma Martha, geb. Lichter, und den beiden Kindern Gerda Rosi und Erich Ludwig, um 1927

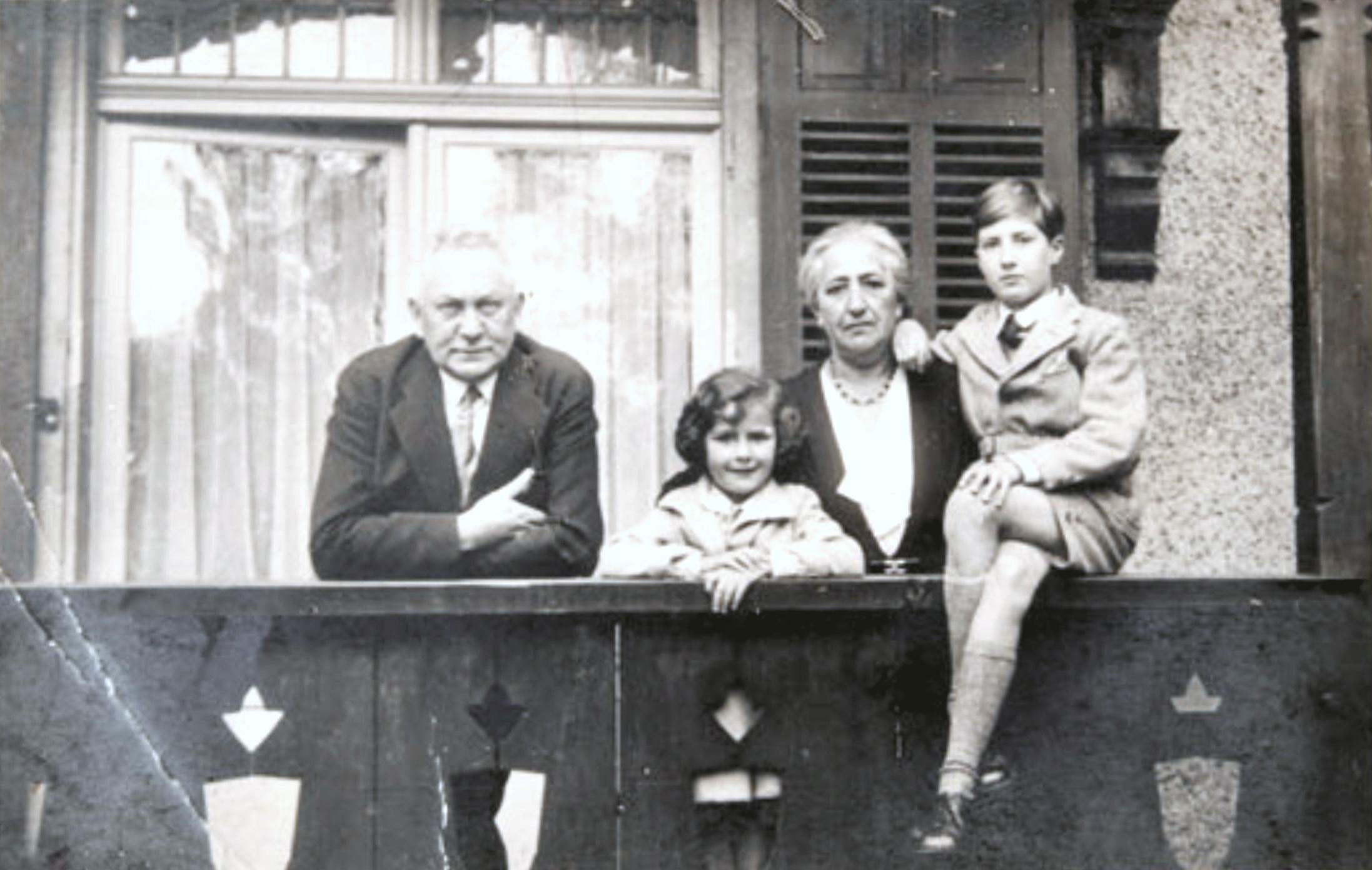
Hermann Wronker mit Enkelin Gerda Rosi (* 1924), Ehefrau Ida, geb. Friedeberg (1871–1942), und Enkel Erich Ludwig (* 1921) auf dem durchgehenden Balkon (1. Etage) der Südseite des 1927 durch Hermann Wronker erworbenen Landhauses Haus Romberg in Königstein im Taunus (heute: Rombergweg 8), um 1929

Max war das erste Kind des Warenhausbesitzers Hermann Wronker (geboren am 5. August 1867 in Kähme (heute: Kamionna, Gmina Międzychód) bei Birnbaum an der Warthe, Provinz Posen, Königreich Preußen), und dessen Ehefrau Ida, geb. Friedeberg (geboren am 6. April 1871 in Birnbaum an der Warthe). Beide Eltern starben nach dem 23. September 1942 im Vernichtungslager Auschwitz-Birkenau. Seine Großmutter Johanna Friedeberg, geb. Tietz (1835–1879), war eine Schwester der Warenhausbesitzer Hermann Tietz (1837–1907), Marcus (1849–1901), Chaskel „Carl“ (1841–1907) und Julius Tietz (1844–1911) sowie eine Tante der Warenhausbesitzer Leonhard (1849–1914) und Oscar Tietz (1858–1923).
Max hatte zwei jüngere Geschwister, Erich (geboren am 28. August 1894 in Frankfurt am Main; gestorben am 10. März 1918 in Davos, Graubünden, Schweiz) und Alice (geboren am 5. Juli 1898 in Frankfurt am Main; gestorben als Alice Engel am 6. Februar 1985 in New York City). Beide wurden um 1900 durch Adolf Ziegler porträtiert. Am 27. Mai 1905 feierte Max seine Bar Mitzwa.
Max verlobte sich zu Pfingsten 1919 und heiratete am 2. November desselben Jahres in Stuttgart Irma Martha Lichter (geboren am 21. Mai 1898 in Stuttgart; gestorben am 29. Mai 1983 in New York City), die Tochter des Weinbrand-Fabrikanten Wilhelm J. Lichter (geboren am 12. Oktober 1865 in Bruchsal; gestorben am 6. Februar 1943 im Ghetto Theresienstadt, Protektorat Böhmen und Mähren) und dessen Ehefrau Anna, geborene Groß (geboren am 1. November 1870 in Bingen am Rhein; gestorben am 18. September 1942 im Ghetto Theresienstadt), die er wohl seit 1917 kannte. Dazu gratulierten u. v. a. Oscar Tietz und Gattin, der Universitätsprofessor Selly Gräfenberg mit Ehefrau, den Max wohl durch Vorträge im Jüdisch-Liberalen Jugendverein kannte, der Mitinhaber von Frankfurts größter Lebensmittel-Kette Schade und Füllgrabe, Julius Halberstadt (1883–1939) nebst Gattin, der Lungenarzt David Rothschild (1875–1936) mit Ehefrau sowie der Chirurg Sidney Lilienfeld (1876–1943) mit Gattin. Max war ein regelmäßiger Besucher von Oper, Schauspielhaus, Neuem Theater, Varieté, Vorträgen der U.O.B.B. Frankfurt-Loge und Konzerten im Saalbau, ein Philatelist und spätestens nach Beginn seiner Ehe auch ein Hobbyfotograf.
Aus der Ehe gingen zwei Kinder hervor, der nach Max’ verstorbenem jüngeren Bruder benannte Erich Ludwig (geboren am 15. Mai 1921 in Frankfurt am Main; gestorben am 9. Juni 1996 in New York City) und Gerda Rosi (geboren am 3. November 1924 in Frankfurt am Main; gestorben als Gerda R. Sussmann am 5. November 1986 in New York City).
Ab 1927 konnte die Familie Max Wronkers ein auf weitläufigem Grundstück „à la manière suisse“ errichtetes Landhaus für ihre Sommerfrische mitnutzen (Gebäude leicht modifiziert auf stark verkleinertem Grundstück erhalten; unter Denkmalschutz), das seine Eltern Ida und Hermann in Königstein im Taunus im selben Jahr erworben hatten und für ihre familiären Zwecke umbauen ließen. Das Landhaus, zeitgenössisch als Haus Romberg bezeichnet, war bis 1899 im Auftrag des Frankfurter Kommerzienrats und langjährigen Stadtrats Heinrich Flinsch an einem Hang des Rombergs erbaut worden und stand einige Jahre nach dessen Tod durch dessen Sohn, den Kommerzienrat Wilhelm Flinsch (1841–1928), zum Verkauf.
Erich Ludwig Wronker war ab 1952 mit Lili Cassel (geboren am 5. Mai 1924 in Berlin; gestorben am 10. Januar 2019 in Mount Holly, New Jersey, USA) verheiratet, der Tochter des Dermatologen Josef Cassel (geboren am 26. Januar 1886 in Frankfurt am Main; gestorben am 7. Februar 1949 in New York City), der u. v. a. Enrico Caruso und Charlie Chaplin behandelt haben soll, und dessen Ehefrau Edith, geb. Basch (geboren am 10. März 1896 in Berlin; gestorben am 4. September 1990 in New York City). Lili Cassel war über ihren Vorfahr Ernest Cassel entfernt mit Lady Edwina Mountbatten, Countess Mountbatten of Burma, geb. Ashley, verwandt. Lili besuchte von 1936 bis zur Emigration 1938 die Private Waldschule Kaliski (PriWaKi) in Berlin-Dahlem, arbeitete nach ihrem Kunststudium für das TIME Magazine, machte sich danach als Grafikdesignerin, Illustratorin und Kalligrafin selbständig und gestaltete beispielsweise die Cover der Memoiren Albert Einsteins, des britischen Feldmarschalls Bernard Montgomery und von Eleanor Roosevelt.

## Schule

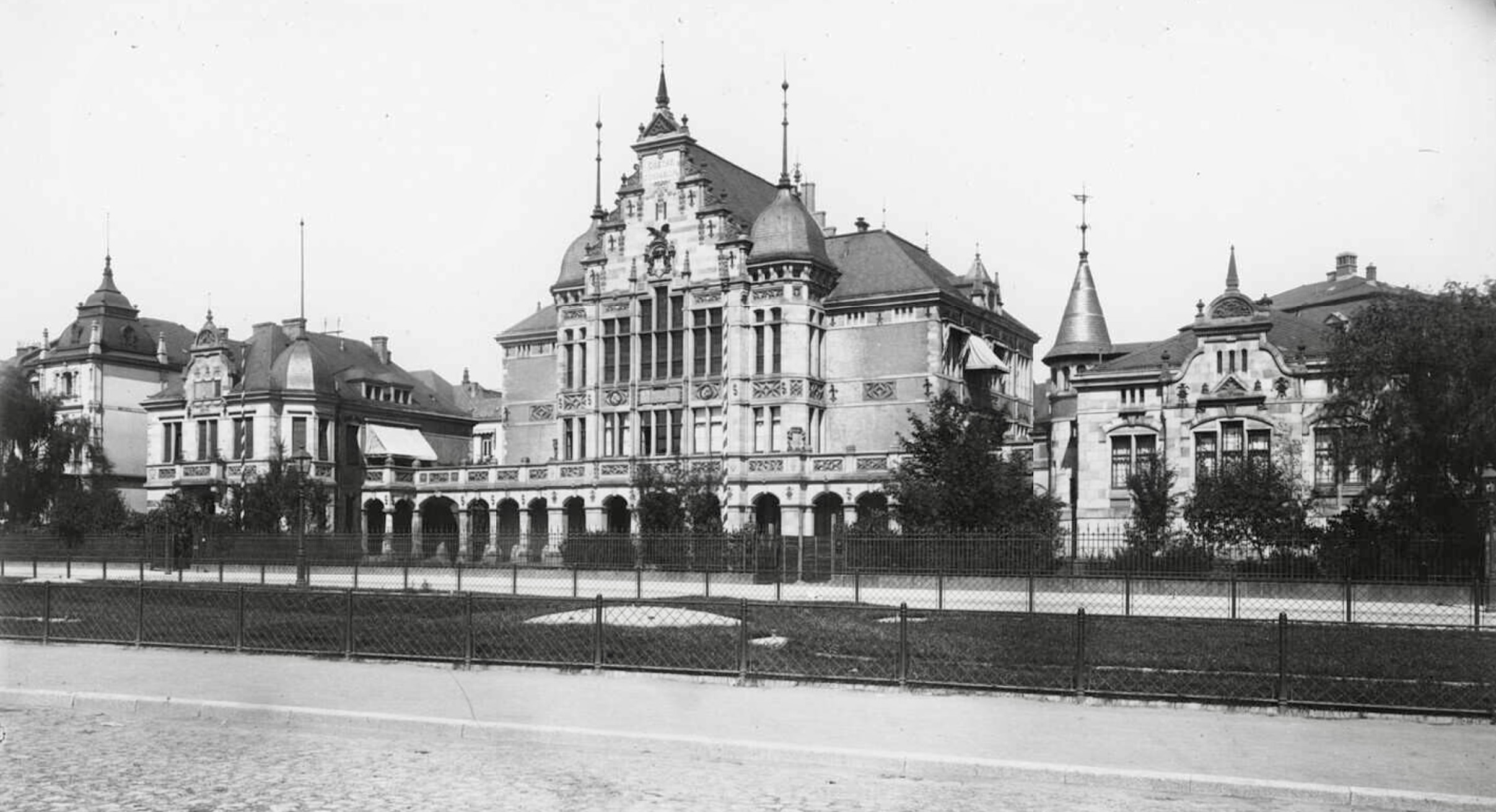
Goethe-Reformgymnasium im Frankfurter Westend

Max Wronker absolvierte das Goethe-Reformgymnasium im Frankfurter Westend unter Schuldirektor Ewald Bruhn (1862–1936), seinem Klassenlehrer Hans Merian-Genast (1866–1940) und Richard Schwemer. Ostern 1911 bestand er die Reifeprüfung. Sein Klassenkamerad Selmar Spier charakterisierte das Goethe-Reformgymnasium als „das modernste an Schule, das geboten wurde, – von gewissen Landerziehungsheimen abgesehen“.
Zu Max Wronkers Mitschülern gehörten die Gefallenen des Ersten Weltkrieges, Ernst Adler, Ernst Ganz, Erich Haag, der „unbestrittene Klassenprimus“ Otto Max Hainebach (1892–1916), Kurt Ladenburg, Wolfgang Reinert und Walter Sternberg sowie der während des Dritten Reiches im Konzentrationslager Mauthausen ermordete Direktor der Metallgesellschaft, Hermann Schmidt-Fellner, außerdem die aus dem NS-Staat Vertriebenen bzw. Emigrierten: der spätere Bankier Friedrich „Fritz“ Flersheim (1892–1977), Otto Frank, der promovierte Rechtsanwalt und Notar Arthur Nawratzki (geboren am 16. Oktober 1892), der Jurist Richard Neukirch (1892–1958), der Chirurg Menny Rapp (1892–1974) und der Dirigent Samuel „Semy“ Weissmann.
Das Grundstück der Warenhaus-Filiale der Hermann Wronker A.-G. in Frankfurt-Bockenheims Leipziger Straße 51 / Kurfürstenstraße 1 gehörte dem Kaufmann Carl Nawratzki, dem Vater von Max Wronkers Klassenkamerad Arthur Nawratzki, der darin ursprünglich selbst unter der Firmierung Carl Nawratzki & Co. ein Warenhaus mit Bürstenmanufaktur betrieben hatte.

## Militärdienst und Erster Weltkrieg

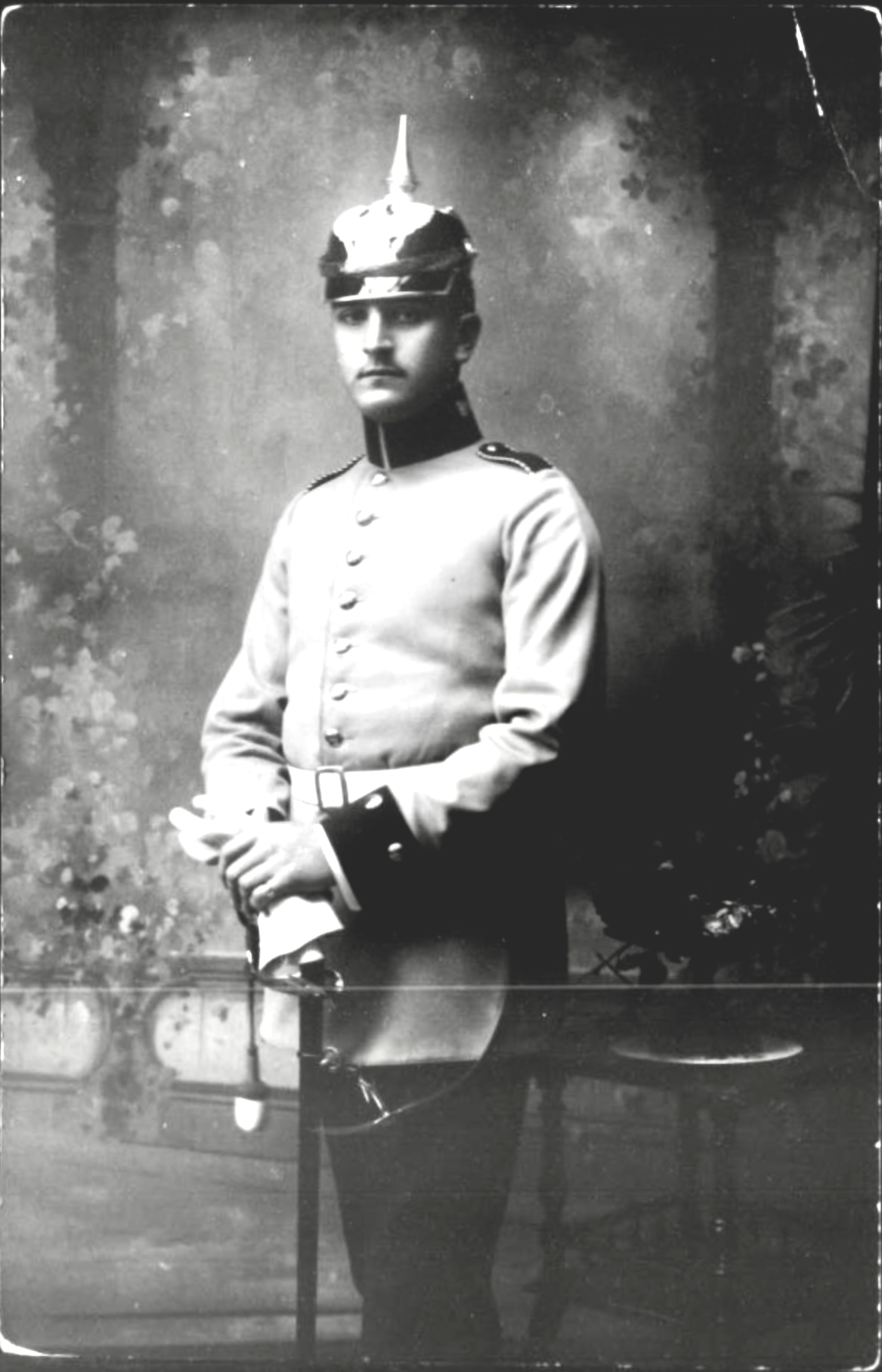
Der Einjährig-Freiwillige Max Wronker als Dragoner in Mainz, 1913

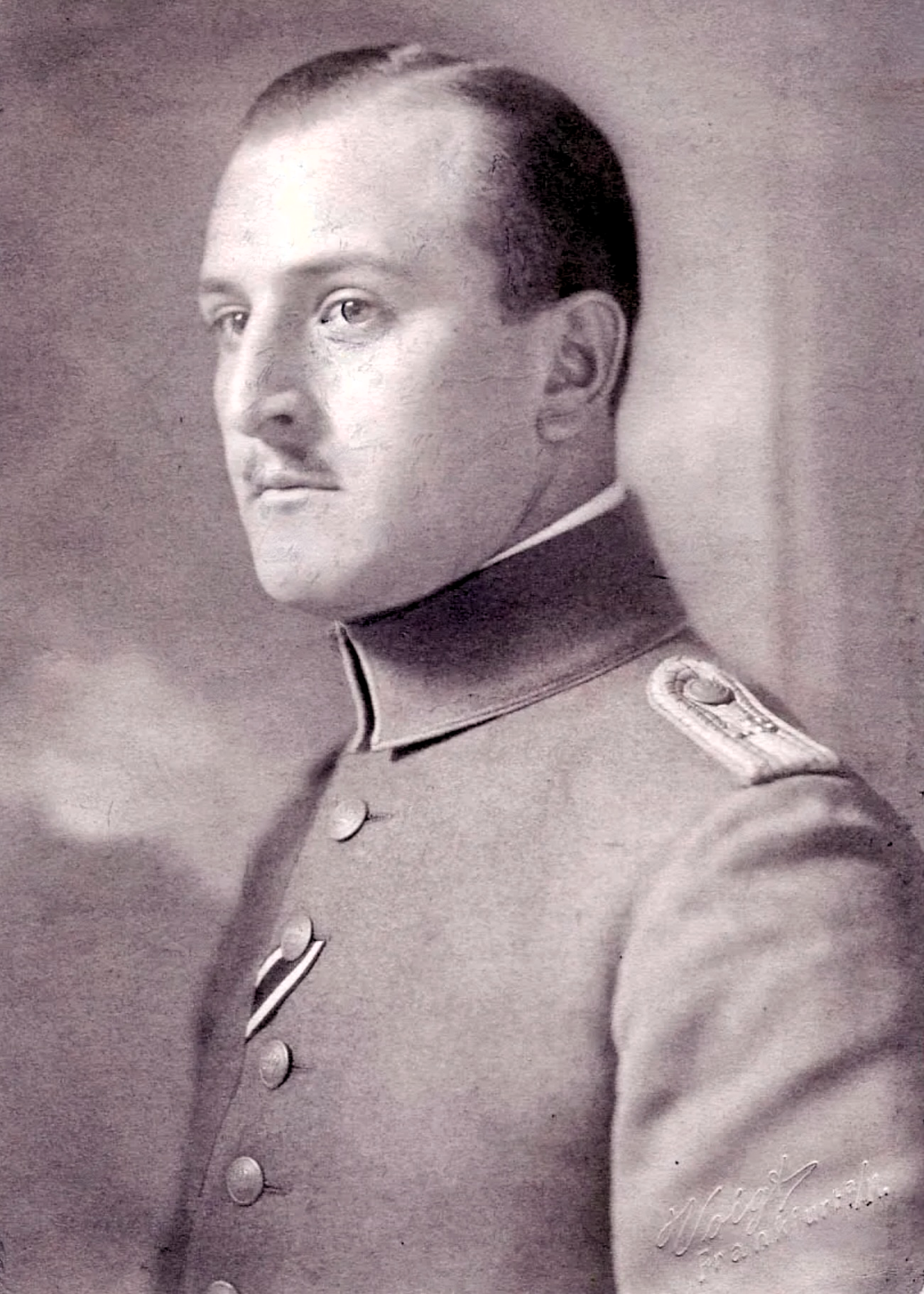
Max Wronker als Leutnant mit EKII, ca. September 1915

Max Wronker diente nach bestandenem Abitur 1912/13 als Einjährig-Freiwilliger in der 5. Eskadron des Königlich-Preußischen Magdeburgischen Dragoner-Regiments Nr. 6, das in der Garnison Mainz (Neue Golden-Ross-Kaserne) stationiert war und der 21. Kavallerie-Brigade unterstand.
Anfang August 1914 meldete sich Max Wronker als Kriegsfreiwilliger, wurde als Offiziersstellvertreter rekrutiert und an der Westfront eingesetzt. 1915 wurde er zum Leutnant der Reserve befördert. Seiner Schwester Alice zufolge sei er mit dem Eisernen Kreuz am weißen Bande (E. K. II. a. w. B.), pejorativ auch als „Schieberkreuz“ bezeichnet, ausgezeichnet worden. Sein erhaltenes Porträtfoto weist jedoch das Ordensband eines regulären EKII aus.
Ab 31. Juli 1917 leistete er Dienst bei der Linienkommandantur C Frankfurt am Main, die u. a. für die militärische Abstimmung des Eisenbahnverkehrs mit den Verwaltungen der Eisenbahnen rechtsrheinischer Gebiete südlich der Linie Siegburg / Betzdorf zuständig war. Dazu zählten u. a. Hilfslazarettzüge, die von Frankfurter Bürgern gestiftet worden waren. Wronker hatte sich beispielsweise mit der Frankfurter Stadtverwaltung im Rathaus, der Frankfurter Hafenbahn, dem Proviantdepot im Frankfurter Westhafen, dem Ersatz-Magazin im Frankfurter Osthafen, dem Güterbahnhof Frankfurt-Ost, dem Militärbahnhof Hanau-Nord, der Militärischen Viehverteilungsstelle im Frankfurter Schlachthof, dem Bekleidungs-Instandsetzungsamt, den Farbwerken Hoechst und diversen weiteren Unternehmen und Garnisonsverwaltungen dieser Region abzustimmen.
1918 verstarb sein jüngerer Bruder Erich 23-jährig, der sich 1916 an der Ostfront mit Tuberkulose infiziert hatte. Ida und Hermann Wronker überführten die Urne nach der Einäscherung von Davos nach Frankfurt. Erich wurde postum als im Krieg Gefallener anerkannt, entsprechend verzeichnet und geehrt.

## Berufliche Entwicklung

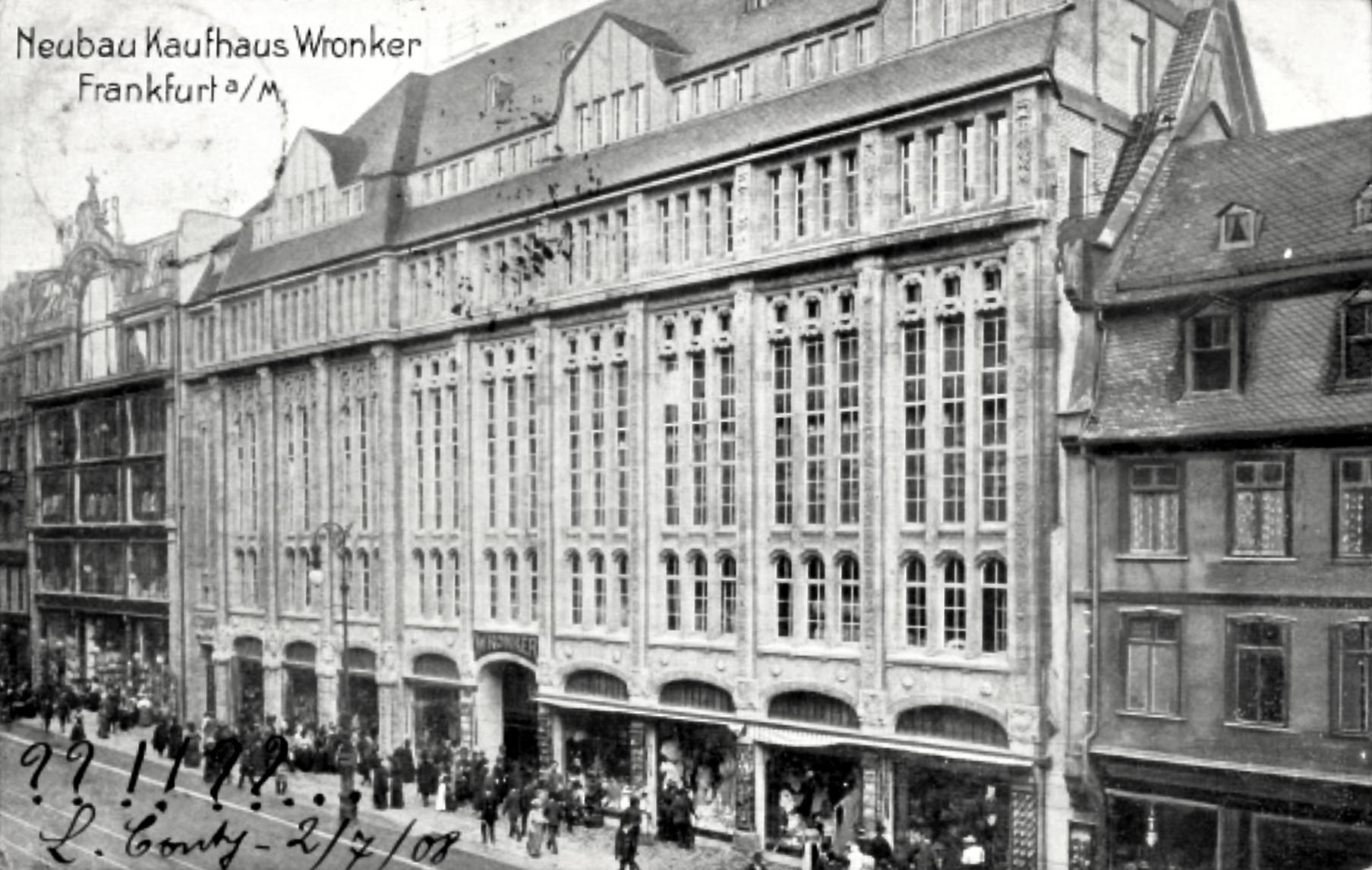
Das am 5. Mai 1908 in Frankfurt am Main eröffnete Warenhaus Wronker, Zeil 33–35, rückseitig: Holzgraben 6–8 (dort Fassadenfragmente erhalten)

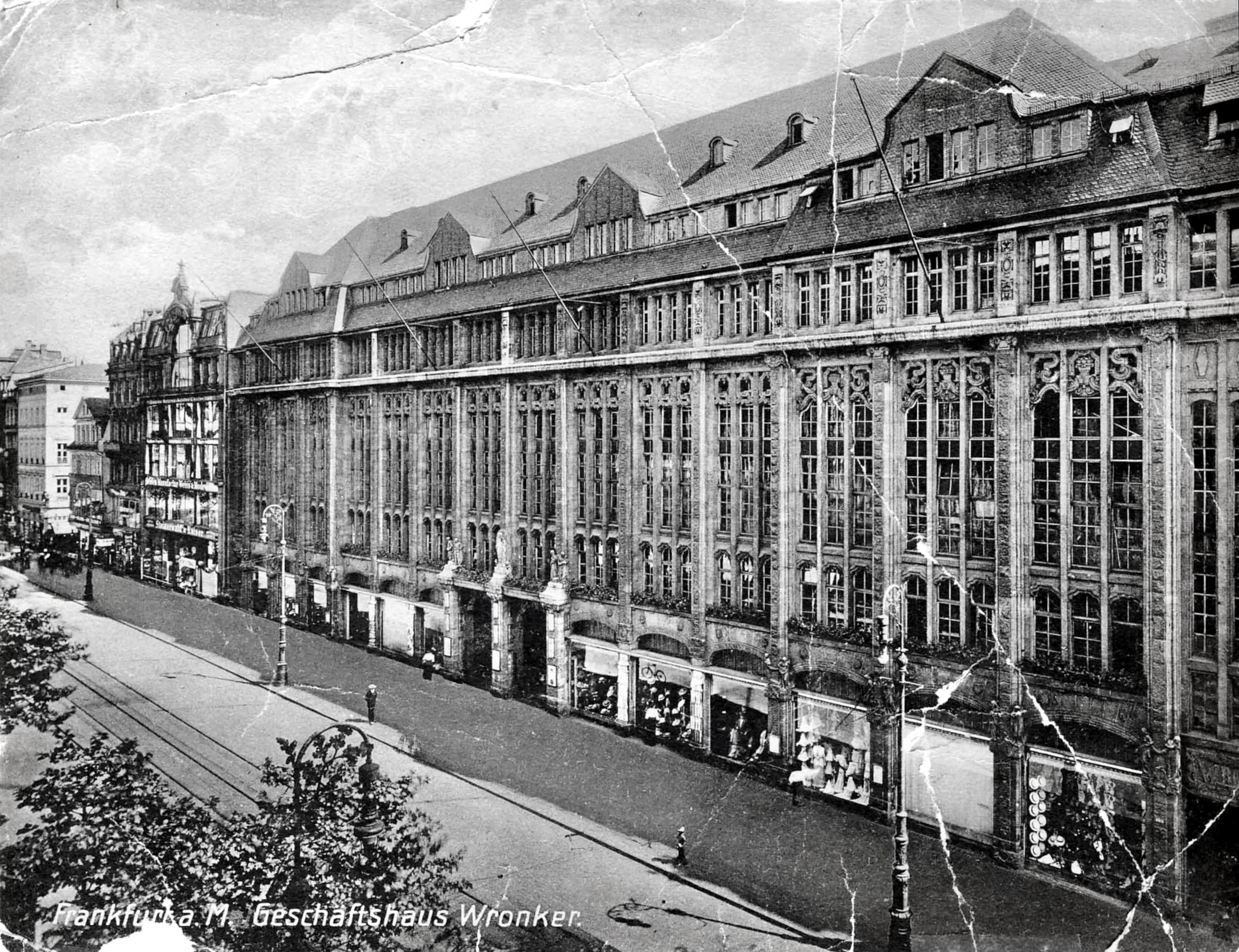
Warenhaus Wronker an Frankfurts Zeil, unmittelbar nach 1910 ausgeführtem 2. Bauabschnitt, ab 1911 mit geänderter Hausnummer: Zeil 101–105

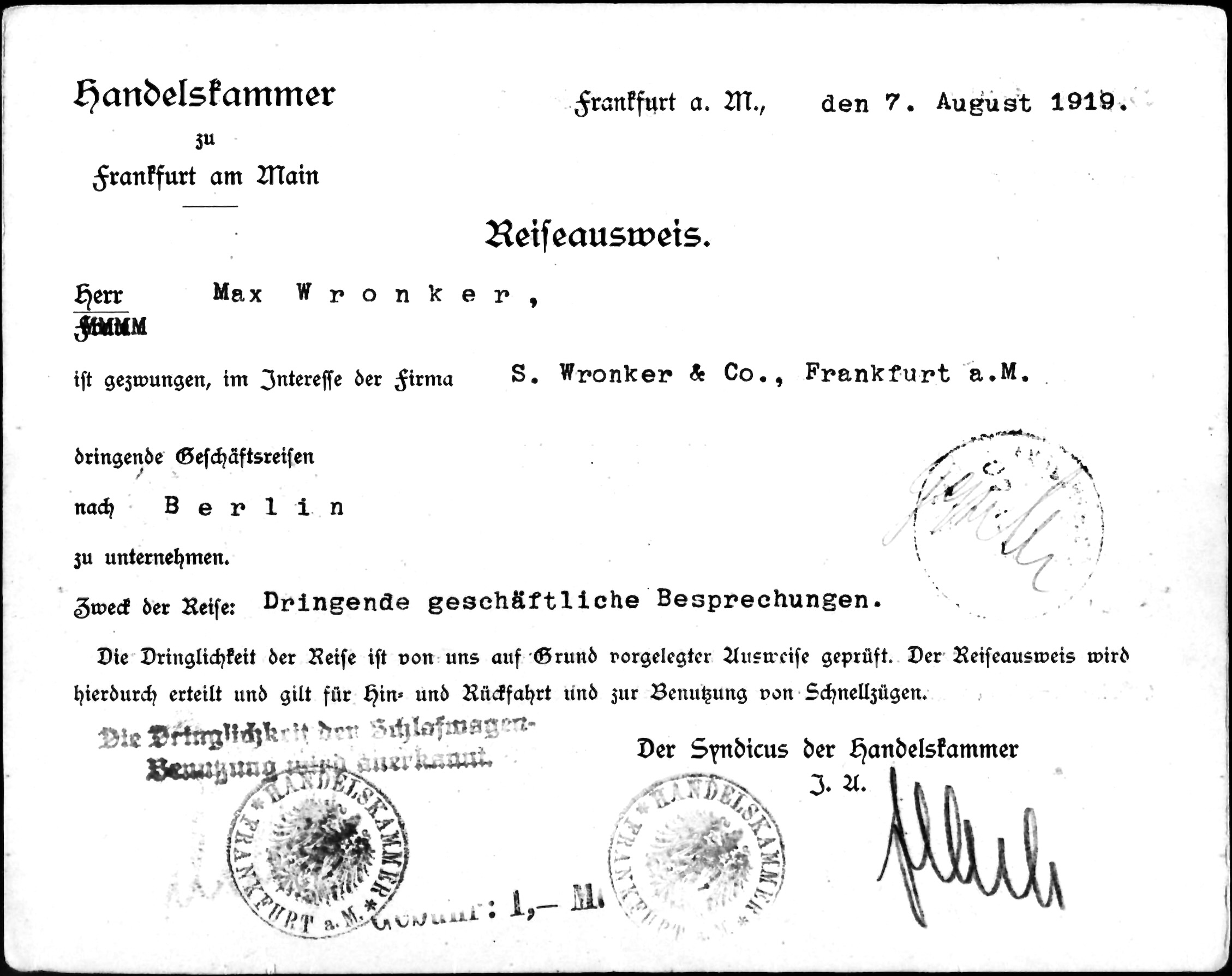
Reisedokument der Handelskammer für Max Wronker, 1919

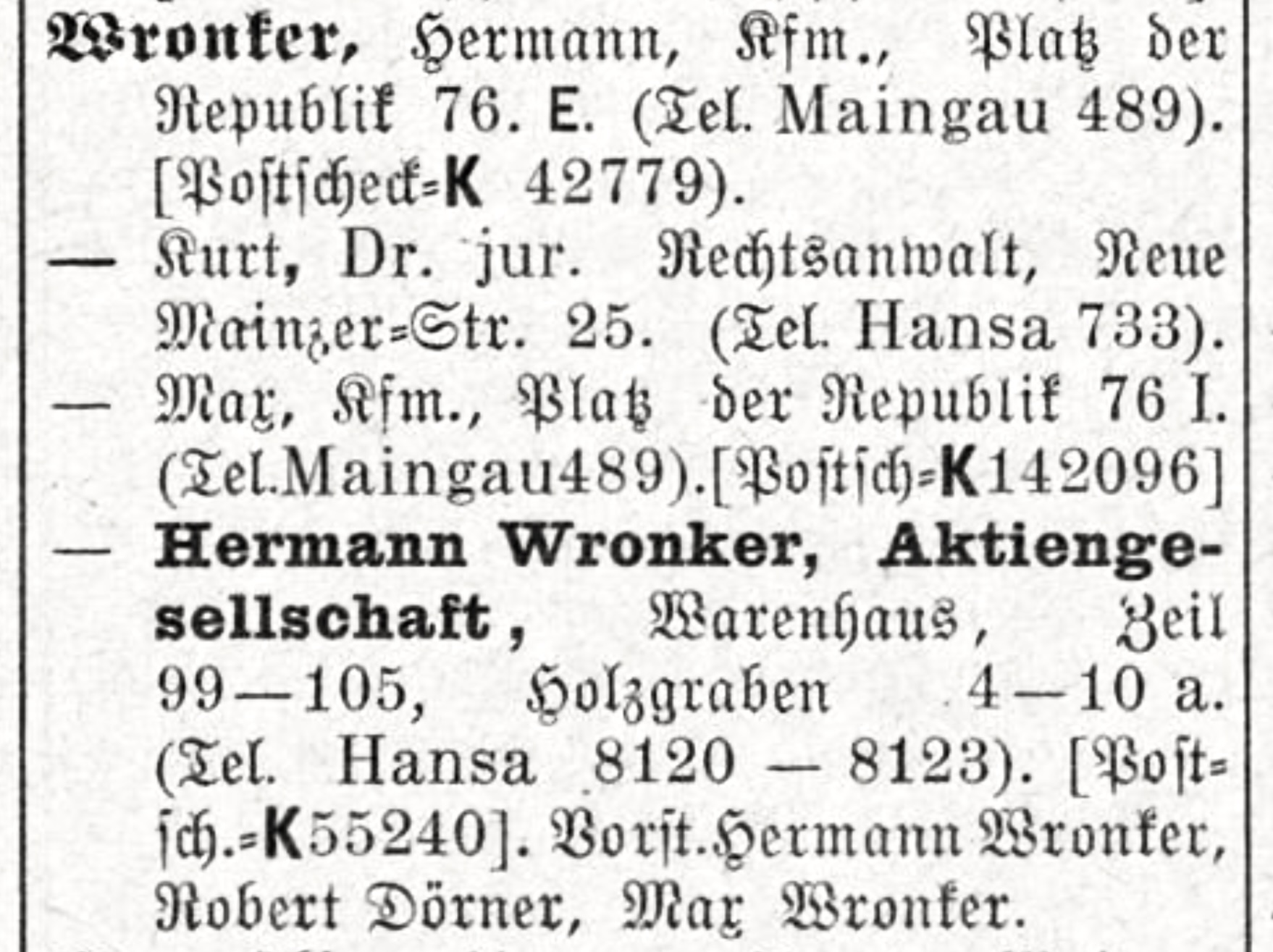
Adressbucheintrag Privat- und Geschäftsadressen, Funktion, 1927

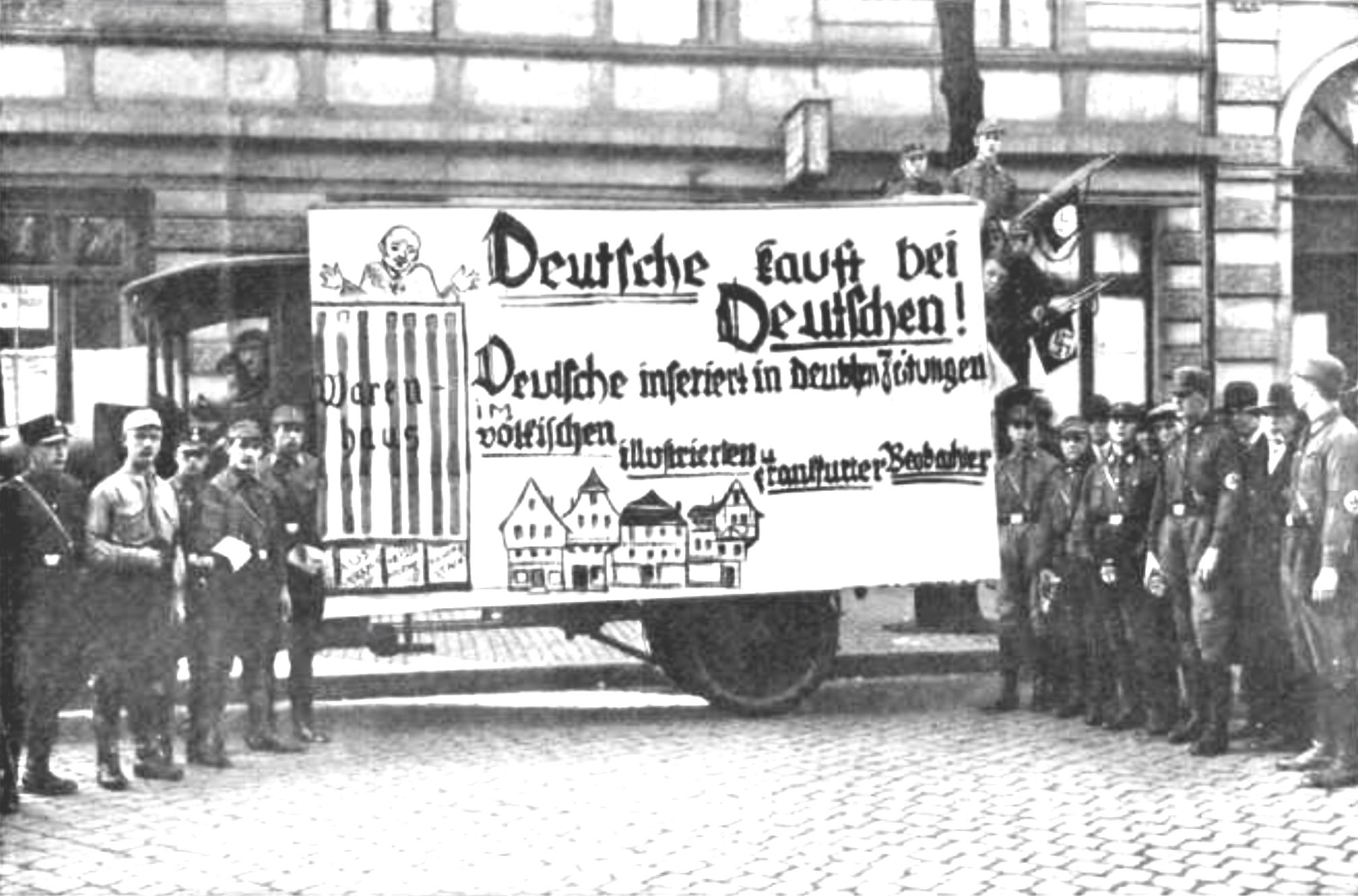
NS-Propaganda gegen Warenhäuser, Frankfurt am Main, 1929

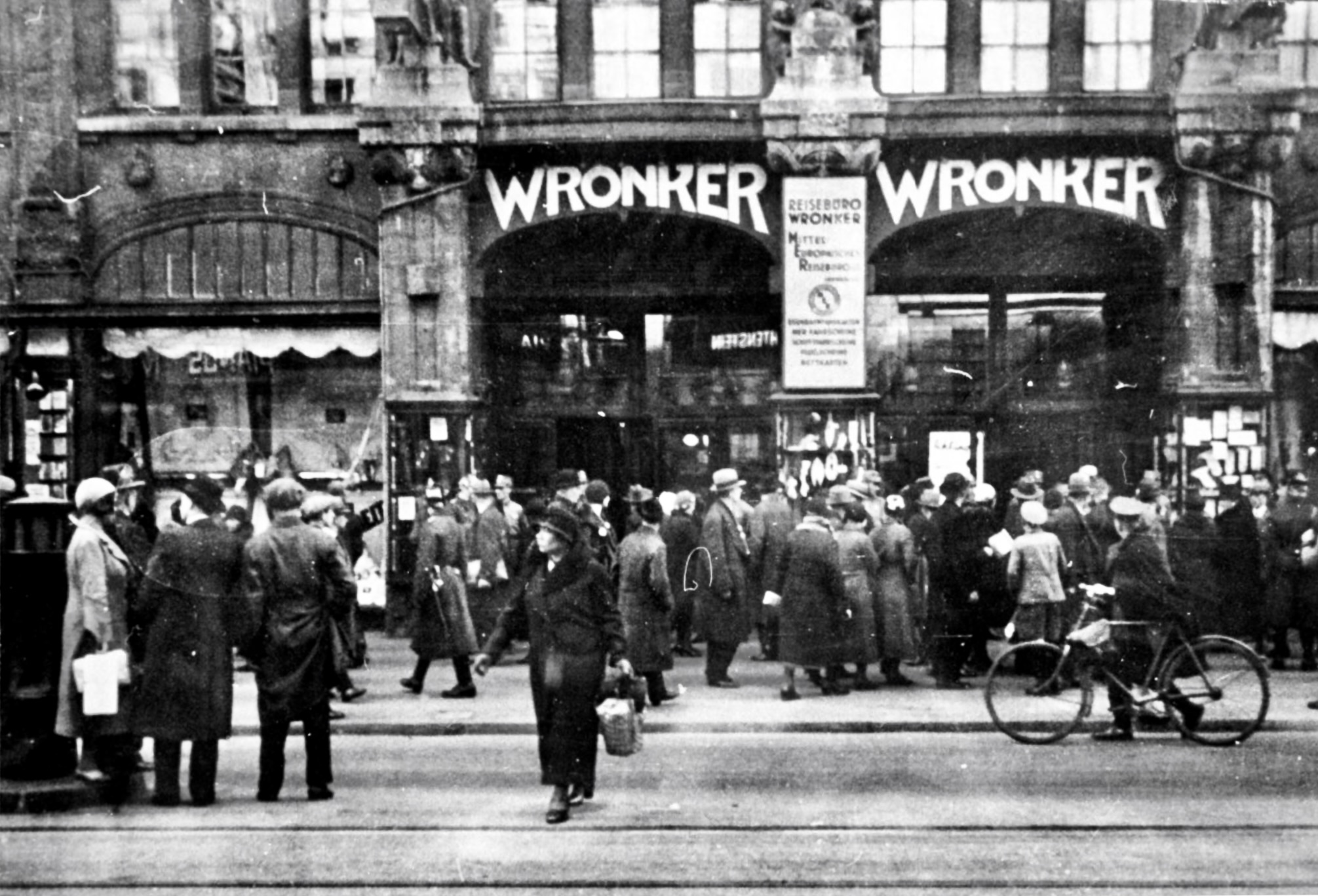
Boykott jüdischer Geschäfte: SA-Posten vor den Eingängen des Warenhauses Wronker auf Frankfurts Zeil, 1. April 1933

Zwischen 1911 und dem Beginn des Ersten Weltkrieges im August 1914 wurde Max im Unternehmen seines Vaters, dem größten Warenhaus Frankfurts, kaufmännisch ausgebildet, in einem täglichen Duftcocktail aus Bohnerwachs, neuen Textilien aller Art und Mottenkugeln, der das ganze Warenhaus durchzog. 1916, im Jahr des 25. Bestehens der geschäftlichen Aktivitäten Hermann Wronkers in Frankfurts Innenstadt, wurde dem 24-jährigen Max Wronker seitens der Firma S. Wronker & Co. Einzelprokura erteilt. Ausweislich eines von der Handelskammer zu Frankfurt am Main ausgestellten Reisedokuments war Max Wronker nach seinem militärischen Einsatz im Ersten Weltkrieg ab 1919 weiter für das Warenhausunternehmen S. Wronker & Co. tätig, offenbar häufig in Berlin. Ausweislich der privaten Aufzeichnungen Max Wronkers war er jedoch auch während des Krieges in seiner dienstfreien Zeit immer wieder im Unternehmen tätig.
1921, nach dem Tod des Unternehmensgründers Simon Wronker (1860–1921), wurde das in Mannheim gegründete Unternehmen S. Wronker & Co. ebenda zur Hermann Wronker Aktiengesellschaft umgewandelt. Neben seinem Vater Hermann und dem Frankfurter Kaufmann Robert Dörner (1870–1948) saß nun Max Wronker mit in deren Vorstand. Neben dem Aufsichtsratsvorsitzenden, Baron Louis von Steiger (Ex-Vorstandsmitglied der Dresdner Bank Frankfurt, Ex-Aufsichtsratsmitglied des Basler Bankvereins), gehörten dem Aufsichtsrat dessen Stellvertreter Eduard von Oppenheim (1862–1933), Direktor der Deutschen Vereinsbank, Sally Bacharach, Direktor der Dresdner Bank Frankfurt am Main (vorher Fulda), Paul Dumcke, Generaldirektor der Frankfurter Allgemeinen Versicherungs-A.-G., der in Berlin praktizierende Mediziner Hermann Engel (1886–1971, Schwiegersohn Hermann Wronkers bzw. Schwager Max Wronkers), der promovierte Frankfurter Rechtsanwalt und Notar Alfred Grünebaum (* 25. Oktober 1878), der Stuttgarter Fabrikant Wilhelm Lichter (1865–1943, Schwiegervater Max Wronkers), der promovierte Frankfurter Justizrat, Rechtsanwalt und Notar Hermann Oelsner (1856–1923) sowie der promovierte Jurist Erich Hermann Winterhelt (* 21. Februar 1884 in Miltenberg; † 19. Februar 1948 ebda.) aus Miltenberg an. Der Erbengemeinschaft Winterhelt gehörte das Grundstück Zeil 101–105 / Holzgraben 6–10a.
Max Wronker wurde zum Geschäftsführer der Terrain Gesellschaft Westend m. b. H., Platz der Republik 76 (Privatadresse der Familien Hermann und Max Wronkers), bestellt. Diese war als Terrain Gesellschaft Weststadt bislang in Pforzheim ansässig und wurde im Februar 1925 auch ins Handelsregister Frankfurt am Main eingetragen. Im April 1926 wurde er zusammen mit Robert Dörner Geschäftsführer der neu gegründeten Einheitspreis Handelsgesellschaft m. b. H. (Ehape), ab 1927 Einheitspreishandels A.-G., in Frankfurt am Main, Zeil 56/58.
Mitte der 1920er Jahre beschäftigte die Hermann Wronker A.-G. bei einem Jahresumsatz von mehr als 35 Millionen Reichsmark mehr als 2000 Angestellte. Hermann Wronker beauftragte den Architekten Fritz Nathan damit, 1928/29 in Hanau einen Warenhaus-Neubau am Platz der Republik (ehemals Paradeplatz, heute: Freiheitsplatz) an der Ecke zur Sternstraße zu errichten. Max Wronker blieb mit Nathan bis in die 1960er Jahre in Kontakt.
Die ab Herbst 1929 schlagartig einsetzende Weltwirtschaftskrise (siehe auch: Great Depression) riss den Warenhauskonzern in die Verlustzone. Max Wronker übernahm 1931 als Generaldirektor bzw. Vorstandsvorsitzender neben dem Stuttgarter Warenhausspezialisten Walter Sack dessen Leitung, verkaufte die kleineren Wronker-Filialen in Nürnberg und Pforzheim und vermietete eines der Konzern-Warenhäuser, das Kaufhaus Hansa an der Zeil 90/94, für dreißig Jahre an die F. W. Woolworth Company.
In der Konsolidierungsphase, als sich das Geschäft wieder erholte, gelangten unvorhergesehen die Nationalsozialisten in die national-konservative Reichsregierung. Nachdem diese auf Joseph Goebbels’ Initiative ab 1. April 1933 jüdische Unternehmungen wie die Wronker-Warenhäuser boykottieren ließen, die zu dieser Zeit noch 500 Angestellte zählten, erteilten sie sowohl Max als auch seinem Vater Hermann Hausverbot, so dass die Besitzer ihr eigenes Unternehmen und dessen Warenhausfilialen reichsweit nicht mehr betreten durften. Max und sein Vater Hermann wurden in der Folge enteignet, nachdem sie zuvor 91 Prozent der Aktienanteile des Unternehmens besessen hatten. Allerdings war die Schuldenlast des Unternehmens durch die Weltwirtschaftskrise sehr hoch. Vom Firmenkapital in Höhe von 978.000 Reichsmark waren knapp 800.000 RM an die langjährige Hausbank (Dresdner Bank) verpfändet oder bereits in deren Besitz. Die restlichen Anteile waren in Streubesitz oder als Kreditsicherung hinterlegt.
Zusammen mit seiner Ehefrau Irma und seinen beiden Kindern Erich und Gerda emigrierte Max im September 1933 zunächst nach Frankreich, wo sich die Familie in Neuilly-sur-Seine, einem Vorort von Paris, niederließ, in 9 bis rue Casimir Pinel (Gebäude erhalten). Dies erschien notwendig, denn er war nicht nur seiner Unternehmensanteile beraubt worden, sondern auch seiner Arbeitsmöglichkeit. Zudem schien eine baldige Flucht aus dem Deutschen Reich schon deshalb ratsam, weil er ein Gerichtsverfahren gegen den thüringischen NSDAP-Gauleiter Fritz Sauckel gewonnen hatte, der von seinem Rechtsanwalt Roland Freisler erfolglos verteidigt worden war. Sauckel hatte in seiner Funktion als NSDAP-Fraktionsvorsitzender im dortigen Landtag öffentlich behauptet, dass die Wronker-Warenhäuser abgepackte Butter unter dem gesetzlich vorgeschriebenen Gewicht anbieten und verkaufen würden – eine Verleumdung, die auf typischen antisemitischen Klischees basierte. Sauckels Behauptung nahm vermutlich Bezug auf entsprechende Artikel des NS-Kampfblatts Frankfurter Beobachter, aufgrund derer Wronker gegen dessen Redakteur Leopold Gutterer prozessiert hatte, der deshalb zu einer Geldstrafe verurteilt worden war. Gutterer machte während der NS-Zeit Karriere.
Ölgemälde und Bleistiftzeichnungen namhafter deutscher Künstler des 19. Jahrhunderts, ebenso handsignierte Erstausgaben von Gerhart Hauptmann und Heinrich Heine aus dem Haushalt Irma und Max Wronkers, seien von der SA konfisziert worden, außerdem Hermann Wronkers wertvolle Sammlung altrömischer und griechischer Münzen und Goldmünzen.
Am 25. Mai 1935 überreichte die Deutsche Botschaft in der französischen Hauptstadt Max Wronker das vom zwischenzeitlich verstorbenen Reichspräsidenten Paul von Hindenburg gestiftete Ehrenkreuz für Frontkämpfer. In Paris bemühte er sich, als Fabrikant feiner Lederwaren eine neue Existenz aufzubauen, doch in Folge der Weltwirtschaftskrise entwickelte sich die Geschäftslage trostlos. So entschloss er sich 1936 dazu, Europa zu verlassen, als ein großes Kaufhaus in Ägyptens Hauptstadt modernisiert werden sollte, wofür er als Berater fungieren konnte. Allerdings wirkten sich NS-Restriktionen auch darauf aus, denn inzwischen vom Deutschen Reich expatriiert (ausgebürgert), erhielt Max Wronker als Staatenloser ab November 1936 lediglich ein Touristenvisum, das keine Arbeitserlaubnis beinhaltete. Seine intensiven Bemühungen, eine Arbeitsgenehmigung zu erhalten, verliefen ergebnislos, so dass er sich über Jahre nur durch Schwarzarbeit zu Minimallohn verdingen konnte. Mobiliar, Porzellan und Familiensilber mussten verkauft werden; sein zeitgleich ebenfalls nach Kairo emigrierter Schwager Hermann Engel, mit dem er dort in gemeinsamer Wohnung lebte, unterstützte ihn deshalb finanziell. Seine Ehefrau folgte ihm im April 1937 nach Kairo, sein Sohn Erich Ludwig im Dezember desselben Jahres. Bekanntschaft schlossen sie mit dem Medizinhistoriker und Augenarzt Max Meyerhof.
1942 kamen seine Eltern in Auschwitz-Birkenau ums Leben. Max und seine Schwester Alice hatten sich Ende der 1930er Jahre sehr bemüht, beide noch rechtzeitig aus dem ab 1940 teils besetzten Frankreich heraus und nach Ägypten zu holen.
Erst nach dem Ende des Zweiten Weltkrieges ergab sich die Option, Ägypten zu verlassen. Dort nahmen zu dieser Zeit der arabische Nationalismus und die Fremdenfeindlichkeit zu, insbesondere gegenüber Juden, Zionisten und deren Unterstützern. Max Wronker entschied sich für die Vereinigten Staaten und siedelte nach New York City über. Dort arbeitete er zu guten Konditionen bei einem deutsch-jüdischen Importeur von Lebensmitteln. Am 11. November 1954 erhielten er und seine Ehefrau die amerikanische Staatsbürgerschaft. Der Arbeitsplatz ging jedoch verloren, als Max über Jahre schwer erkrankte. Bis zu seinem Tod mussten er und seine Ehefrau sich mit Teilzeit-Beschäftigungsverhältnissen und zeitweise Arbeitslosengeld begnügen.
Für ihre Enteignung im NS-Staat wurde die Familie nie durch die Bundesrepublik Deutschland entschädigt, ihr Eigentum erhielt sie nie zurück, obwohl sie sich ab 1946 viele Jahre darum bemüht hatte.

„Es macht fast den Eindruck, dass die dortigen Behörden nicht nur eine Wiedergutmachung verhindern, sondern den Geschädigten noch neue Schädigungen hinzufügen wollen.“

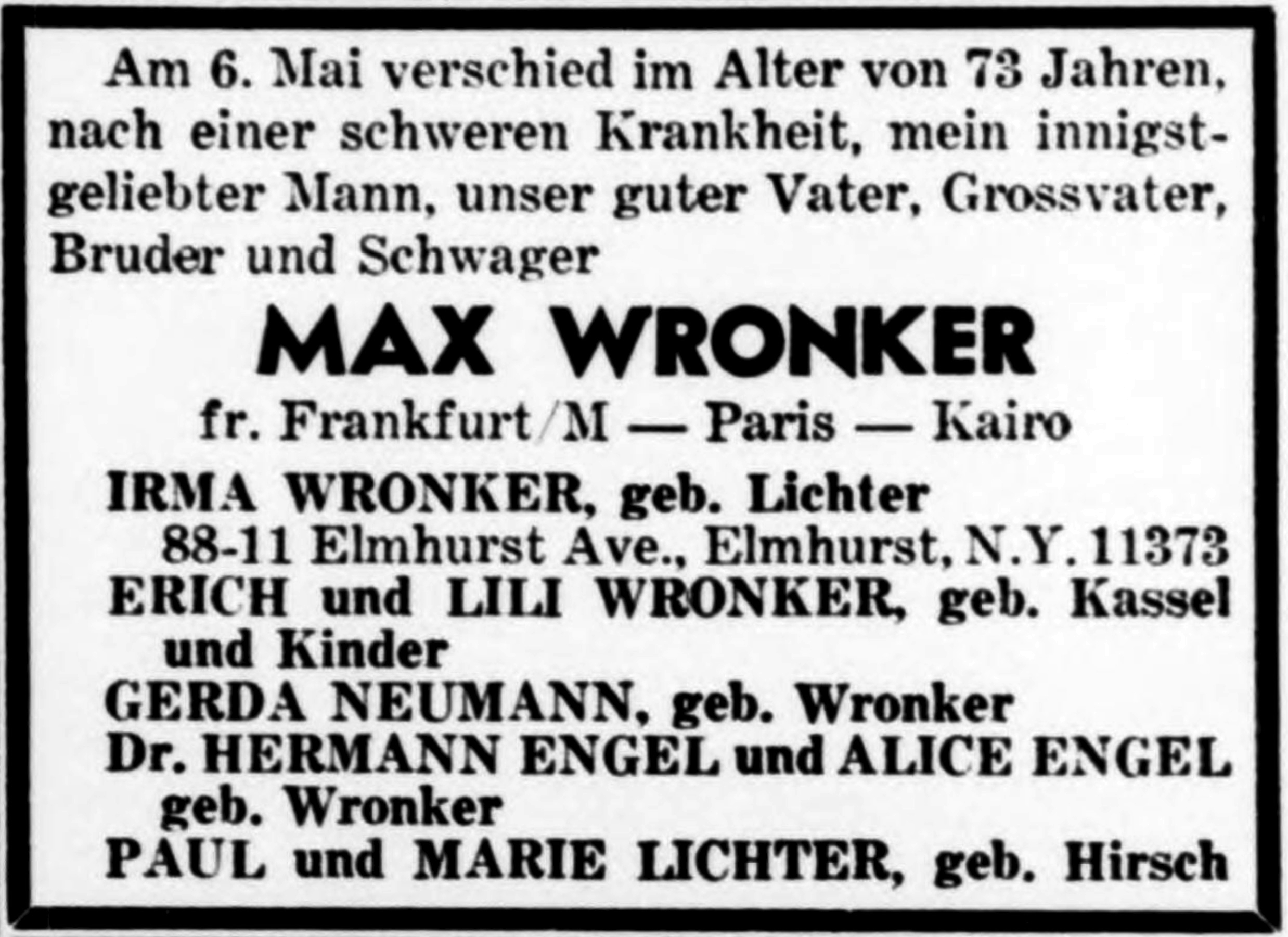
Sterbeanzeige Max Wronker, 13. Mai 1966

Aufgrund der hohen Verschuldung galt das Unternehmen Hermann Wronker A.-G. bereits vor 1933 als de facto nicht mehr in Wronker-Besitz. Es erschien daher einfach, die Familie Wronker aus ihrem Unternehmen zu drängen. In der Wiederaufbau-Phase der 1950er Jahre, als sich Max Wronker um Restitution bemühte, waren zudem Interessen von Wettbewerbern im Spiel, sich die wertvollen ehemaligen Wronker-Warenhäuser auf Frankfurts Zeil, in Hanau und Mannheim einzuverleiben. Die hessischen Filialen der Dresdner Bank firmierten in den Nachkriegsjahren temporär (bis 1957) als Rhein-Main-Bank. Diese suchte 1952 nach potenziellen Interessenten für eine Übernahme der 1934 in Hansa A.-G. umfirmierten Hermann Wronker A.-G. Brennend Interessierte gab es, namentlich Hertie und deren Mitbewerber. Georg Karg, der wie kein zweiter von der „Arisierung“ profitiert hatte, verhandelte mit Bankdirektor Hugo Zinßer (1900–1955) in privatim und legte dabei gleich Geldbündel auf den Tisch, wodurch er ohne offizielles Bieterverfahren den Zuschlag bekam. Auf diese Weise erwarb Hertie 91 Prozent der Aktien der Hansa A.-G. Denselben Anteil hatte die Familie Wronker einst an der vormaligen Hermann Wronker A.-G. gehabt. Retrospektiv wirkt es, als habe die Familie Wronker ihren Besitz zweimal verloren, zu Beginn der Zeit des Nationalsozialismus und erneut in der bundesrepublikanischen Aufbauphase.
Max Wronker verstarb verarmt nach schwerer Krankheit im Alter von 73 Jahren. Er wurde auf dem Linden Hill Jewish Cemetery in Ridgewood, Queens County (Queens), New York, beigesetzt.

## Mitgliedschaften (Auszug)
- Jüdisch-liberaler Jugendverein Frankfurt a. M.[122]
- Hermann Cohen-Loge LXXXII, Frankfurt a. M. (ab 1922)[123]

## Funktionen (Auszug)
- ab 1921 Vorstandsmitglied der Hermann Wronker A.-G.[80][81]
- ab 1926 Geschäftsführer der neu gegründeten Einheitspreis Handelsgesellschaft m. b. H. (E. H. P., Ehape), später Einheitspreishandels A.-G.[88]
- um 1929 Vorstandsmitglied des Israelitischen Lehrerinnenheims Frankfurt a. M., Rückertstraße[124]
- ab 1930 Vorstandsmitglied der liberalen Westend-Synagoge in Frankfurt am Main[125]
- ab 1931 Vorstandsvorsitzender der Hermann Wronker A.-G.[13][1]
- ab 1931 Generaldirektor des größten Warenhauses Frankfurts auf der Zeil 99–105 / Holzgraben 4–10a